# Sueños del Mundo
Sueños del mundo es el primer disco de la banda Alianza publicado por Warner Music (Argentina), la banda se formó en 1994 por Adrián Barilari y Hugo Bistolfi después de su salida de Rata Blanca. El disco contiene 10 canciones, siendo las más destacadas "Sólo en la ciudad", "Rock & Blue", "Pasión prohibida", "Sonrisa fácil", y de las cuales las primeras dos tienen videoclip.

## Personal
Alianza
- Adrian Barilari: Voz y coros
- Hugo Bistolfi: Teclados

Músicos invitados
- Daniel Telis: Guitarra
- Jota Morelli: Batería
- Guillermo Vadalá: Bajo
- Elias Gurevich: 1 violín
- Grace Medina: 2 violín
- Gabriel Falconi: viola
- Mauricio Verber: violonchelo
- G. Quirno: coros
- J.Barilari: coros

## Lista de temas
| N.º | Título               | Escritor(es)                   | Duración |  |
| 1.  | «Último round»       | Adrián Barilari, Hugo Bistolfi | 5:13     |  |
| 2.  | «La trampa del león» | Adrián Barilari, Hugo Bistolfi | 4:37     |  |
| 3.  | «Sólo en la ciudad»  | Adrián Barilari, Hugo Bistolfi | 5:05     |  |
| 4.  | «Sonrisa fácil»      | Adrián Barilari, Hugo Bistolfi | 3:56     |  |
| 5.  | «Pasión prohibida»   | Adrián Barilari, Hugo Bistolfi | 4:20     |  |
| 6.  | «Rock & Blue»        | Adrián Barilari, Hugo Bistolfi | 4:49     |  |
| 7.  | «Sin tu amor»        | Adrián Barilari, Hugo Bistolfi | 3:59     |  |
| 8.  | «Cuerpos ardientes»  | Adrián Barilari, Hugo Bistolfi | 4:48     |  |
| 9.  | «Voy de frente»      | Adrián Barilari, Hugo Bistolfi | 4:25     |  |
| 10. | «Sueños del mundo»   | Adrián Barilari, Hugo Bistolfi | 5:26     |  |

## Videoclips
1. Sólo en la ciudad - 5:05
2. Rock & Blue - 4:50